# Itteville
Itteville (prononcé [it̪vil] ) est une commune française située à 38 kilomètres au sud de Paris dans le département de l'Essonne en région Île-de-France.

## Géographie

### Situation

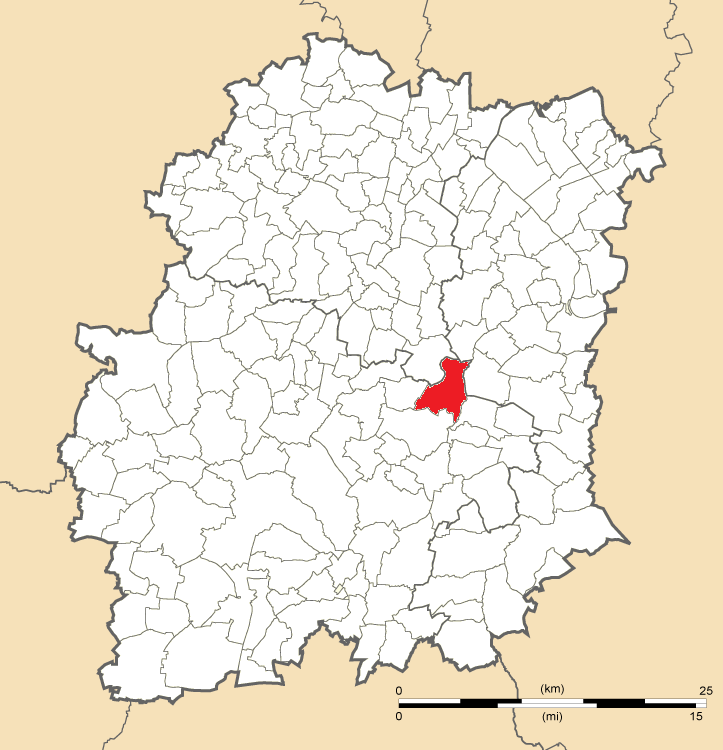
Position d’Itteville en Essonne.

Itteville est située à 38 kilomètres au sud de Paris-Notre-Dame, point zéro des routes de France, 15 kilomètres au sud-ouest d'Évry, 16 kilomètres au nord-est d'Étampes, trois kilomètres au nord de La Ferté-Alais, 11 kilomètres au sud-est d'Arpajon, 15 kilomètres au sud-est de Montlhéry, 15 kilomètres au sud-ouest de Corbeil-Essonnes, 16 kilomètres au nord-ouest de Milly-la-Forêt, 23 kilomètres au sud-est de Palaiseau, 24 kilomètres à l'est de Dourdan.

### Hydrographie
La commune est traversée par deux rivières l'Essonne et la Juine. La Juine se jette dans l'Essonne dans la commune.

### Relief et géologie
La commune comporte un des sites de la réserve naturelle nationale des sites géologiques de l'Essonne.

### Climat
Pour des articles plus généraux, voir Climat de l'Île-de-France et Climat de l'Essonne.
En 2010, le climat de la commune est de type climat océanique dégradé des plaines du Centre et du Nord, selon une étude du CNRS s'appuyant sur une série de données couvrant la période 1971-2000. En 2020, Météo-France publie une typologie des climats de la France métropolitaine dans laquelle la commune est exposée à un climat océanique altéré et est dans la région climatique Sud-ouest du bassin Parisien, caractérisée par une faible pluviométrie, notamment au printemps (120 à 150 mm) et un hiver froid (3,5 °C). 
Pour la période 1971-2000, la température annuelle moyenne est de 11,3 °C, avec une amplitude thermique annuelle de 15,5 °C. Le cumul annuel moyen de précipitations est de 672 mm, avec 10,8 jours de précipitations en janvier et 7,7 jours en juillet. Pour la période 1991-2020, la température moyenne annuelle observée sur la station météorologique la plus proche, située sur la commune de Brétigny-sur-Orge à 11 km à vol d'oiseau, est de 11,9 °C et le cumul annuel moyen de précipitations est de 628,9 mm,. Pour l'avenir, les paramètres climatiques de la commune estimés pour 2050 selon différents scénarios d'émission de gaz à effet de serre sont consultables sur un site dédié publié par Météo-France en novembre 2022.

## Urbanisme

### Typologie
| Type d’occupation           | Pourcentage | Superficie (en hectares) |
| --------------------------- | ----------- | ------------------------ |
| Espace urbain construit     | 22,2 %      | 272,16                   |
| Espace urbain non construit | 6,0 %       | 73,63                    |
| Espace rural                | 71,8 %      | 881,82                   |
| Source : Iaurif             |             |                          |

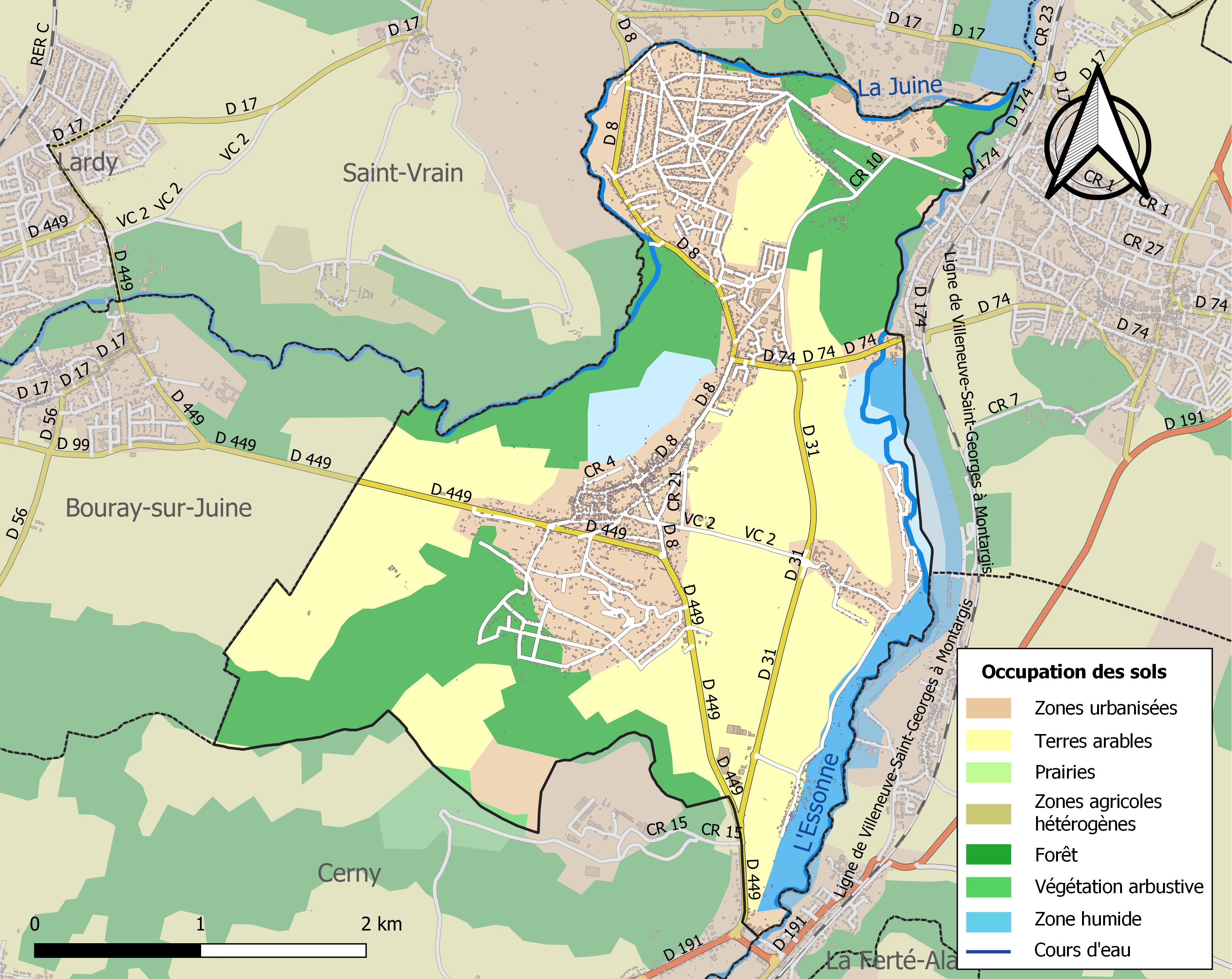
Carte des infrastructures et de l'occupation des sols de la commune en 2018 (CLC).

Itteville est une commune urbaine, car elle fait partie des communes denses ou de densité intermédiaire, au sens de la grille communale de densité de l'Insee,,,.
Elle appartient à l'unité urbaine de Ballancourt-sur-Essonne, une agglomération intra-départementale regroupant 3 communes et 17 241 habitants en 2017, dont elle est ville-centre,.
Par ailleurs la commune fait partie de l'aire d'attraction de Paris, dont elle est une commune de la couronne. Cette aire regroupe 1 929 communes,.

### Voies de communication et transports
Itteville est desservie par la gare de Ballancourt et par les lignes d'autobus du réseau Réseau de bus Essonne Sud Est 4301, 4305 et 4306.

### Lieux-dits, écarts et quartiers
Autrefois commune essentiellement rurale, Itteville compte actuellement cinq quartiers bien distincts : le Bourg, avec la mairie, l’église et la demeure — qui fut la propriété entre autres de la famille de Broglie — ; le Domaine de l’Épine ; entre les deux, un nouveau quartier de pavillons en extension autour du collège ; la Butte, Aubin et les Murs.

## Toponymie
Itevilla, Istavilla, Steovilla, Theovilla en 1200.
Le nom de la commune a pour origine l'appellation latine Ittae Villa signifiant la « ferme d'Itte » en référence à Itta de Nivelles, épouse de Pépin de Landen qui y fit construire une métairie. La commune fut créée en 1793 sous le nom d'Itterville, l'orthographe actuelle a été introduite en 1801 dans le Bulletin des lois.

## Histoire
À l’origine, vers l’an 613, une métairie ou « Villa » fut construite par Itta de Nivelles, épouse de Pépin de Landen, maire du palais de Clotaire II, d’où son nom « Ittæ Villa », maison d'Itte. Devenu maire du Palais de Dagobert, roi d'Austrasie, Pépin de Landen et son épouse quittèrent leur terre qui fut donnée à saint Gombert, devenu archevêque de Sens. Passa à l'évêché de Paris en 795, puis aux chanoines de Paris jusqu'en 1594.
Sous Inchad (810-831), successeur d'Erchanrade Ier, eut lieu le 6 juin 829 le huitième concile de Paris où il fut décidé qu'Andrésy dépendrait de Saint-Germain-des-Prés.
Au Moyen Âge, c’était une bourgade ceinte de murs dont témoignent encore aujourd’hui les « portes » qui y donnaient accès.
Véritable place forte jusqu'à l'usage de la poudre, Itteville fut prise par les Anglais pendant la guerre de Cent Ans et rachetée par la ville de Paris en 1360 lors du traité de Brétigny (près de Chartres). Pendant cette période, les chanoines déléguaient leurs pouvoirs aux prévôts puis aux maires qui achetaient leur charge et se comportaient souvent en petits tyranneaux.
En 1594, le chapitre de Notre-Dame de Paris vendit la seigneurie à Jacques Lecomte, conseiller du roi ; à sa mort, elle passa à Jean de Moucy, son gendre. Durant la Fronde, les exactions des gens de guerre furent nombreuses et la misère très grande on relève, en 1652, 191 décès dans la commune.
En 1714, la seigneurie fut partagée en deux : seigneurie de l'Epine et seigneurie d'Itteville, laquelle fut encore morcelée par la suite.
En 1789, la paroisse comptait 125 feux. Après la Révolution, le village fut ravagé en 1814 et 1815 par les Cosaques puis par les Bavarois. La guerre de 1870 lui valut l’invasion des Allemands. Au titre de la souscription nationale pour la libération du territoire, en 1872, la commune dut verser la somme de 11 985 francs or pour 799 habitants. Itteville paya cher la victoire de 1918 : 52 morts pour 843 habitants.
De 1948 à 1971, une ancienne décharge a été utilisée par le Commissariat à l'énergie atomique comme bassin de décantation et aire de stockage pour ses résidus de minerais d'uranium de l'usine du Bouchet,,.
En 1993, le CEA a recouvert le site d'argile compactée, de gravier, et de terre arable, se conformant ainsi à un arrêté préfectoral, et il continue à surveiller l’air, le sol et l'eau sur le site du Bouchet.

## Population et société

### Démographie

#### Évolution démographique
L'évolution du nombre d'habitants est connue à travers les recensements de la population effectués dans la commune depuis 1793. Pour les communes de moins de 10 000 habitants, une enquête de recensement portant sur toute la population est réalisée tous les cinq ans, les populations de référence des années intermédiaires étant quant à elles estimées par interpolation ou extrapolation. Pour la commune, le premier recensement exhaustif entrant dans le cadre du nouveau dispositif a été réalisé en 2008.

En 2022, la commune comptait 6 674 habitants, en évolution de +0,62 % par rapport à 2016 (Essonne : +2,89 %, France hors Mayotte : +2,11 %).
| 1793 | 1800 | 1806 | 1821 | 1831 | 1836 | 1841 | 1846 | 1851 |
| ---- | ---- | ---- | ---- | ---- | ---- | ---- | ---- | ---- |
| 612  | 573  | 769  | 686  | 807  | 772  | 745  | 806  | 792  |

| 1856 | 1861 | 1866 | 1872 | 1876 | 1881 | 1886 | 1891 | 1896 |
| ---- | ---- | ---- | ---- | ---- | ---- | ---- | ---- | ---- |
| 759  | 807  | 799  | 750  | 789  | 787  | 731  | 758  | 770  |

| 1901 | 1906 | 1911 | 1921 | 1926 | 1931  | 1936  | 1946  | 1954  |
| ---- | ---- | ---- | ---- | ---- | ----- | ----- | ----- | ----- |
| 853  | 875  | 903  | 844  | 876  | 1 037 | 1 078 | 1 040 | 1 246 |

| 1962  | 1968  | 1975  | 1982  | 1990  | 1999  | 2006  | 2008  | 2013  |
| ----- | ----- | ----- | ----- | ----- | ----- | ----- | ----- | ----- |
| 1 711 | 2 070 | 2 715 | 3 528 | 4 685 | 5 354 | 6 210 | 6 440 | 6 659 |

| 2018  | 2022  | - | - | - | - | - | - | - |
| ----- | ----- | - | - | - | - | - | - | - |
| 6 537 | 6 674 | - | - | - | - | - | - | - |

#### Pyramide des âges
En 2018, le taux de personnes d'un âge inférieur à 30 ans s'élève à 37,1 %, soit en dessous de la moyenne départementale (39,9 %). De même, le taux de personnes d'âge supérieur à 60 ans est de 18,8 % la même année, alors qu'il est de 20,1 % au niveau départemental.
En 2018, la commune comptait 3 288 hommes pour 3 249 femmes, soit un taux de 50,30 % d'hommes, légèrement supérieur au taux départemental (48,98 %).
Les pyramides des âges de la commune et du département s'établissent comme suit.
| Hommes | Classe d’âge | Femmes |
| ------ | ------------ | ------ |
| 0,3    | 90 ou +      | 0,4    |
| 4,1    | 75-89 ans    | 5,0    |
| 13,8   | 60-74 ans    | 14,2   |
| 23,6   | 45-59 ans    | 24,1   |
| 19,6   | 30-44 ans    | 21,0   |
| 17,7   | 15-29 ans    | 14,9   |
| 21,0   | 0-14 ans     | 20,5   |

| Hommes | Classe d’âge | Femmes |
| ------ | ------------ | ------ |
| 0,5    | 90 ou +      | 1,4    |
| 5,4    | 75-89 ans    | 7,2    |
| 12,9   | 60-74 ans    | 13,9   |
| 20     | 45-59 ans    | 19,4   |
| 19,9   | 30-44 ans    | 20,1   |
| 20     | 15-29 ans    | 18,2   |
| 21,3   | 0-14 ans     | 19,8   |

## Politique et administration

### Politique locale
La commune d'Itteville est rattachée au canton de Mennecy, représenté par les conseillers départementaux Patrick Imbert (LR) et Annie Pioffet, à l'arrondissement d’Étampes et à la deuxième circonscription de l'Essonne, représentée par la députée Nathalie Da Conceicao Carvalho (RN).
L'Insee attribue à la commune le code 91 1 11 315. La commune d'Itteville est enregistrée au répertoire des entreprises sous le code SIREN 219 103 157. Son activité est enregistrée sous le code APE 8411Z.

### Liste des maires
| Période                                  | Période      | Identité          | Étiquette          | Qualité                                                                    |
| ---------------------------------------- | ------------ | ----------------- | ------------------ | -------------------------------------------------------------------------- |
| Les données manquantes sont à compléter. |              |                   |                    |                                                                            |
| ca. 1944                                 |              | M. Verneveaux     |                    |                                                                            |
| Les données manquantes sont à compléter. |              |                   |                    |                                                                            |
| mars 1971                                | mars 1983    | Bernard Autrive   | PCF                |                                                                            |
| mars 1983                                | mars 1989    | Jean Sauerbach    | RPR                | Chevalier de la Légion d'honneur, commandeur de l'Ordre national du Mérite |
| mars 1989                                | mars 2008    | Michel Fayolle    | PS                 |                                                                            |
| mars 2008                                | juillet 2020 | Alexandre Spada   | UDI-PRV puis MoDem | Négociant européen                                                         |
| juillet 2020                             | En cours     | François Parolini | DVG                | Ingénieur retraité                                                         |

### Tendances et résultats politiques
Élections présidentielles, résultats des deuxièmes tours
- Élection présidentielle de 2002 : 79,67 % pour Jacques Chirac (RPR), 20,33 % pour Jean-Marie Le Pen (FN), 84,62 % de participation[48].
- Élection présidentielle de 2007 : 55,10 % pour Nicolas Sarkozy (UMP), 44,90 % pour Ségolène Royal (PS), 89,08 % de participation[49].
- Élection présidentielle de 2012 : 50,54 % pour François Hollande (PS), 49,46 % pour Nicolas Sarkozy (UMP), 84,16 % de participation[50].
- Élection présidentielle de 2017 : 56,67 % pour Emmanuel Macron (LaREM), 43,33 % pour Marine Le Pen (FN), 76,64 %. de participation[51].

Élections législatives, résultats des deuxièmes tours
- Élections législatives de 2002 : 53,74 % pour Franck Marlin (UMP), 46,26 % pour Gérard Lefranc (PCF), 62,26 % de participation[52].
- Élections législatives de 2007 : 49,09 % pour Franck Marlin (UMP) élu au premier tour, 21,79 % pour Marie-Agnès Labarre (PS), 64,42 % de participation[53].
- Élections législatives de 2012 : 51,16 % pour Béatrice Pèrié (PS), 48,84 % pour Franck Marlin (UMP), 55,58 % de participation[54].

Élections européennes, résultats des deux meilleurs scores
- Élections européennes de 2004 : 27,59 % pour Harlem Désir (PS), 14,64 % pour Marine Le Pen (FN), 46,84 % de participation[55].
- Élections européennes de 2009 : 23,15 % pour Michel Barnier (UMP), 18,67 % pour Daniel Cohn-Bendit (Les Verts), 41,57 % de participation[56].

Élections régionales, résultats des deux meilleurs scores
- Élections régionales de 2004 : 51,18 % pour Jean-Paul Huchon (PS), 31,96 % pour Jean-François Copé (UMP), 70,29 % de participation[57].
- Élections régionales de 2010 : 61,09 % pour Jean-Paul Huchon (PS), 38,91 % pour Valérie Pécresse (UMP), 50,21 % de participation[58].

Élections cantonales, résultats des deuxièmes tours
- Élections cantonales de 2001 : données manquantes.
- Élections cantonales de 2008 : 51,99 % pour Élisabeth Blond (PS), 48,01 % pour Guy Gauthier (UMP), 69,01 % de participation[59].

Élections municipales, résultats des deuxièmes tours
- Élections municipales de 2001 : données manquantes.
- Élections municipales de 2008 : 51,57 % pour Alexandre Spada (DVD), 48,43 % pour Michel Fayolle (PS), 69,80 % de participation[60].
- Élections municipales françaises de 2020 : 60,14% pour François Parolini (Alternative Citoyenne - Divers gauche), 39,85% pour Alexandre Spada (DVD)

Référendums
- Référendum de 2000 relatif au quinquennat présidentiel : 78,75 % pour le Oui, 21,25 % pour le Non, 30,21 % de participation[61].
- Référendum de 2005 relatif au traité établissant une Constitution pour l'Europe : 58,47 % pour le Non, 41,53 % pour le Oui, 75,27 % de participation[62].

### Enseignement
Les élèves d'Itteville sont rattachés à l'académie de Versailles. La commune dispose des écoles maternelles Pablo Picasso et Elsa Triolet, des écoles élémentaires Jacques Prévert, Jean Jaurès et Paul Bert et du collège Robert Doisneau.

### Services publics
La commune dispose sur son territoire d'une agence postale.

### Jumelages
| Itteville Newick |

Itteville a développé des associations de jumelage avec :
- Newick (Royaume-Uni) depuis 1988

## Vie quotidienne à Itteville

### Culture

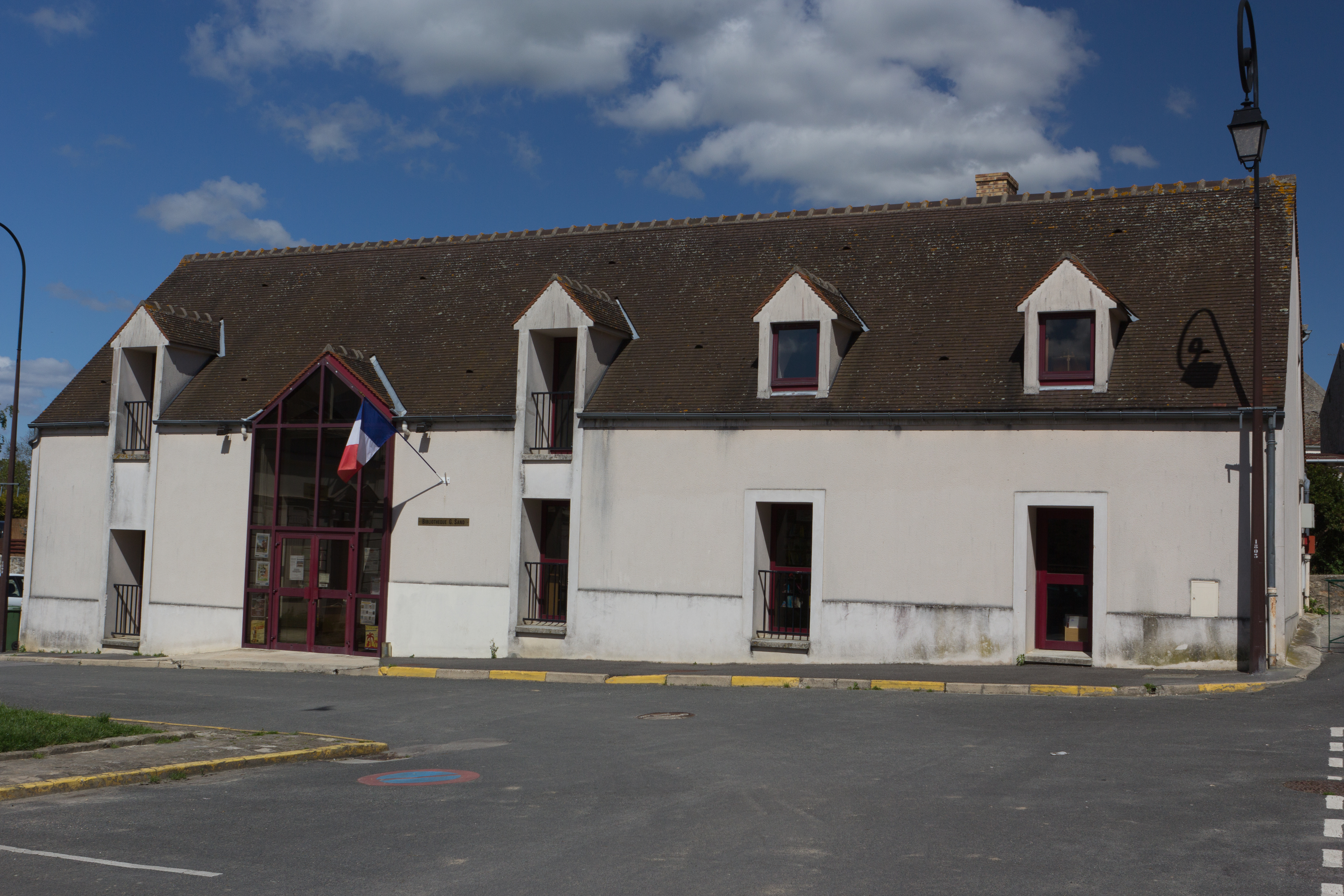
La bibliothèque George-Sand.
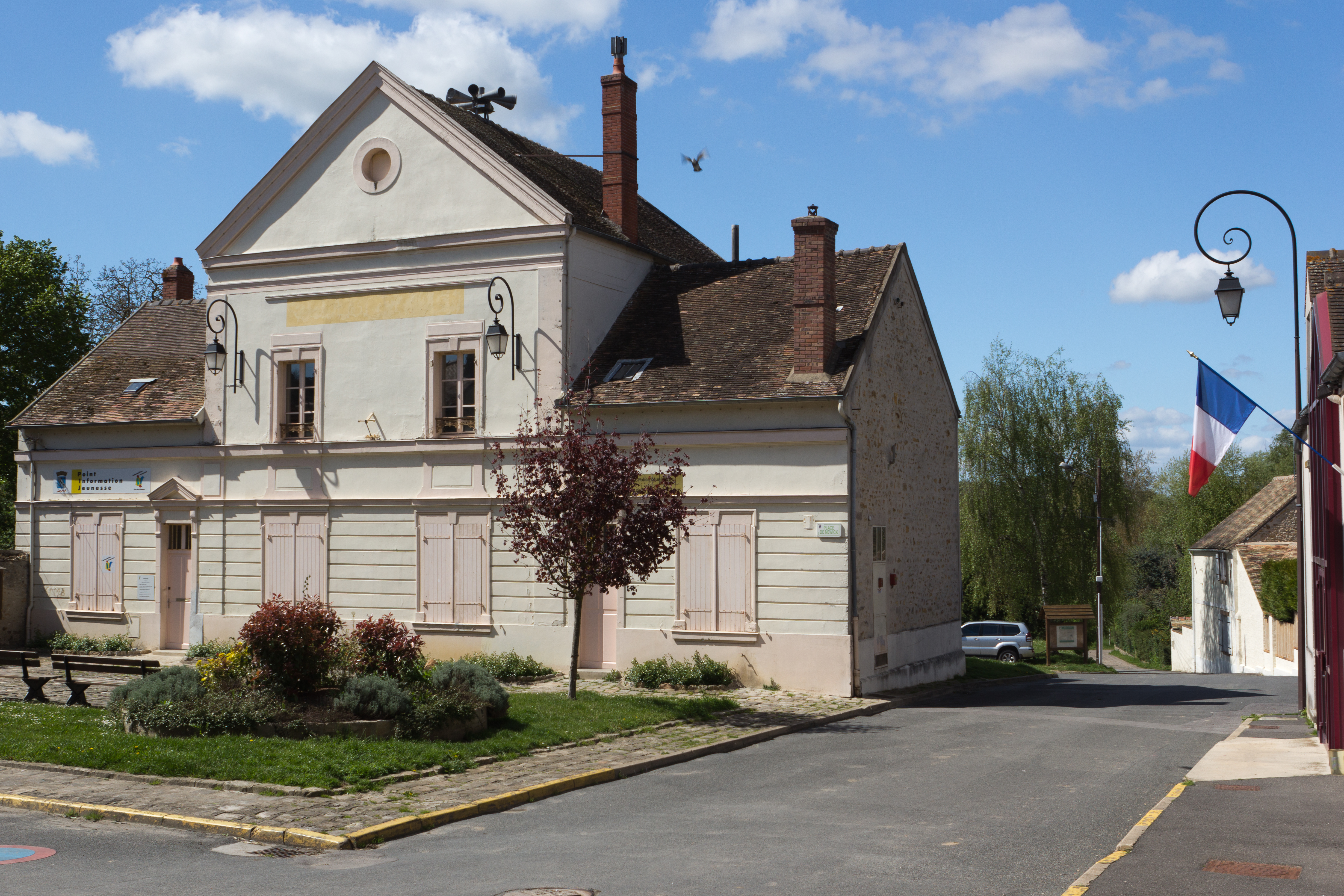
La maison des associations et le bureau de la police municipale.

### Lieux de culte

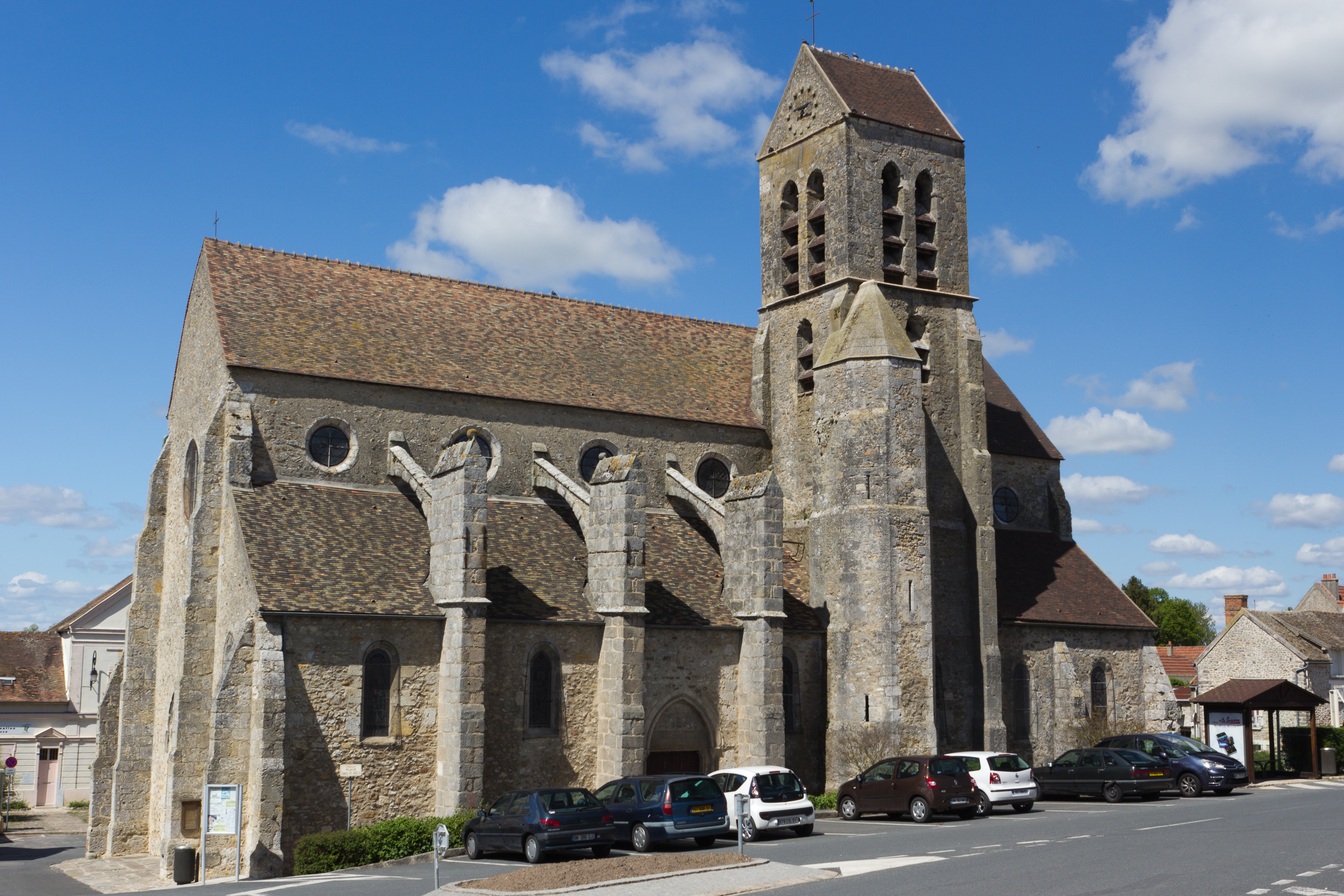
L'église Saint-Germain d'Itteville.

La paroisse catholique d'Itteville est rattachée au secteur pastoral de La Ferté-Alais-Val d'Essonne et au diocèse d'Évry-Corbeil-Essonnes. Elle dispose de l'église Saint-Germain d'Itteville.

### Médias
L'hebdomadaire Le Républicain relate les informations locales. La commune est en outre dans le bassin d'émission des chaînes de télévision France 3 Paris Île-de-France Centre, IDF1 et Téléssonne intégré à Télif.

## Économie
La commune possède un des principaux gisements de pétrole de France. Un forage creusé en 1997 par Elf produit de l'huile minérale.

### Emplois, revenus et niveau de vie
En 2006, le revenu fiscal médian par ménage était de 21 910 €, ce qui plaçait la commune au 1 450e rang parmi les 30 687 communes de plus de 50 ménages que compte le pays et au 122e  rang départemental.
| Répartition des emplois par catégories socioprofessionnelles en 2006. |              |                                           |                                                   |                            |                          |                           |
|                                                                       | Agriculteurs | Artisans, commerçants, chefs d’entreprise | Cadres et professions intellectuelles supérieures | Professions intermédiaires | Employés                 | Ouvriers                  |
| Itteville                                                             | 0,5 %        | 10,6 %                                    | 12,5 %                                            | 26,2 %                     | 33,1 %                   | 17,0 %                    |
| Zone d’emploi d’Évry                                                  | 0,3 %        | 4,0 %                                     | 20,2 %                                            | 29,6 %                     | 28,2 %                   | 17,7 %                    |
| Moyenne nationale                                                     | 2,2 %        | 6,0 %                                     | 15,4 %                                            | 24,6 %                     | 28,7 %                   | 23,2 %                    |
| Répartition des emplois par secteurs d’activités en 2006.             |              |                                           |                                                   |                            |                          |                           |
|                                                                       | Agriculture  | Industrie                                 | Construction                                      | Commerce                   | Services aux entreprises | Services aux particuliers |
| Itteville                                                             | 0,5 %        | 7,9 %                                     | 12,1 %                                            | 20,1 %                     | 7,8 %                    | 6,6 %                     |
| Zone d’emploi d’Évry                                                  | 0,9 %        | 13,5 %                                    | 5,4 %                                             | 14,6 %                     | 16,2 %                   | 6,9 %                     |
| Moyenne nationale                                                     | 3,5 %        | 15,2 %                                    | 6,4 %                                             | 13,3 %                     | 13,3 %                   | 7,6 %                     |
| Sources : Insee,                                                      |              |                                           |                                                   |                            |                          |                           |

## Culture locale et patrimoine

### Patrimoine environnemental
Les berges de l'Essonne, les carrières géologiques, les champs et bois au nord du territoire ont été recensés au titre des espaces naturels sensibles par le conseil général de l'Essonne.

### Patrimoine architectural
- L'église Saint-Germain du XIIIe siècle a été classée aux monuments historiques le 17 janvier 1924[74].
- La Roche à Gentil : menhir probable.
- Vestiges de mur d'enceinte.
- Maisons anciennes avec caves voûtées.
- Hôtel de ville XIXe.
- Plusieurs puits communs.
- Église Saint-Germain-de-Paris (vers le XIe siècle) : nef à 7 travées et bas-côtés voûtés d'ogives, colonnes à chapiteaux ornés de feuillages tous différents, chœur à chevet plat, clocher carré percé de baies géminées et coiffé en bâtière avec tourelle d'escalier ; fresque du XIIIe siècle représentant le Christ en Majesté, maître-autel et tabernacle en marbre 1780, autels des deux chapelles du XVIIIe siècle, fonts baptismaux de marbre du XVIIIe siècle. Elle est évoquée par Jacques de Bourbon Busset dans L'Absolu vécu à deux : « L'église d'Itteville pourrait être celle d'une capitale. Elle est puissante, sûre d'elle. La tour du clocher est haute, à la fois fine et forte. Comme un chêne, l'édifice a racine dans la terre et tête dans le ciel. Des choucas animent les tuiles des toits. Ce sont eux les maîtres[75]. »
- Croix de chemin.

### Personnalités liées à la commune
Différentes personnalités sont nées, mortes ou ont vécu à Itteville.
- Itte Idoberge (592-652), religieuse y fonda une villa.
- Roger Lécureux (1925-1999), auteur de bande dessinée y est mort.
- Georges Beauvilliers (1932-2010), acteur, y est né.

### Héraldique
| Blason de Itteville | Blason  | D'azur à la bande d'argent chargée d'un lézard de sable armé et couronné de gueules, accompagnée, en chef, de trois fleurs de lys et, en pointe, de cinq burelles ondées, le tout d'or. |
| Blason de Itteville | Détails | |